# Plebeia julianii
Plebeia julianii là một loài Hymenoptera trong họ Apidae. Loài này được Moure mô tả khoa học năm 1962.